# کمیسیون خدمات امور مالی جزایر ویرجین
کمیسیون خدمات امور مالی جزائر ویرجین (انگلیسی: British Virgin Islands Financial Services Commission) یک سازمان نظارتی مقررات مالی مستقل که مسئول تنظیم و نظارت بر تجارت و خدمات مالی در حیطه بین‌المللی است.
از وظایف این نهاد مالی نظارت بر فعالیت‌های کارگزاری‌های فعال در فارکس در جهت حمایت و حفظ سرمایهٔ کاربران کارگزاری‌ها است.